# Sida vespertina
Sida vespertina är en malvaväxtart som beskrevs av Erik Leonard Ekman. Sida vespertina ingår i släktet sammetsmalvor, och familjen malvaväxter. Inga underarter finns listade i Catalogue of Life.